# Viuda de l'Orxa
La Viuda de l'Orxa és un personatge llegendari de la vall de Perputxent, al País Valencià. Es tracta d'una dona que es diu que va viure a la zona de l'actual poble de l'Orxa (Comtat) a l'època de la repoblació de la regió amb mallorquins. Segons la llegenda, quan els mallorquins van arribar a aquelles terres procedents de la seva illa, la viuda, que n'era l'ama, els en va cedir una gran extensió a canvi de res per tal que s'hi establissin i les treballessin, sense haver de pagar-li'n tribut ni cedir-li cap part de la collita. Els mallorquins haurien fundat, segons aquesta llegenda, el poble de l'Orxa en aquell extens i, a l'època, desert territori. No ha pervingut ni el nom ni cap altre detall sobre aquella antiga senyora, només el fet que era viuda i rica, a banda de generosa.